# 軟體套裝
软件套装或应用套装，是多款相关电脑程序——通常是应用软件或编程软件——的合集，它们的用户界面或多或少相同，且可以方便的互相交换数据。

## 特性
优点
- 比单件购买便宜
- GUI相似
- 易于协作

缺点
- 许多功能用不到
- 占磁盘空间
- 维护工作多

## 类型
- 办公套装，如Microsoft Office
- 网络套装
- 图形套装，如Adobe Creative Cloud
- 集成开发套装，如Visual Studio